# كيث إليس (موسيقي)
كيث إليس (بالإنجليزية: Keith Ellis)‏ هو موسيقي بريطاني، ولد في 19 مارس 1946 في Matlock, Derbyshire ‏ في المملكة المتحدة، وتوفي في 12 ديسمبر 1978 في دارمشتات في ألمانيا.

## وصلات خارجية
- كيث إليس على موقع ميوزك برينز (الإنجليزية)
- كيث إليس على موقع ديسكوغز (الإنجليزية)